# Antonio de Caro
Antonio de Caro (falecido em 1517) foi um prelado católico romano que serviu como bispo de Nardò (1507–1517) e bispo de Avellino e Frigento (1505–1507).

## Biografia
Em 1505, Antonio de Caro foi nomeado durante o papado de Júlio II como Bispo de Avellino e Frigento. A 27 de outubro de 1507, foi nomeado bispo de Nardò durante o papado de Júlio II, onde serviu como bispo até à sua morte em 1517.